# Ficus tsiangii
Ficus tsiangii är en mullbärsväxtart som beskrevs av Elmer Drew Merrill och Edred John Henry Corner. Ficus tsiangii ingår i släktet fikonsläktet, och familjen mullbärsväxter. Inga underarter finns listade i Catalogue of Life.